# Scrapter leonis
Scrapter leonis là một loài Hymenoptera trong họ Colletidae. Loài này được Cockerell mô tả khoa học năm 1934.